# Hellendoorn
Hellendoorn è una municipalità dei Paesi Bassi di 35 784 abitanti situata nella provincia di Overijssel.